# 웃사
웃사(Uzzah, 타나크: עזה, "그녀의 힘")는 언약궤를 만진 것과 관련된 죽음을 겪은 이스라엘 사람이었다. 웃사의 이야기는 사무엘하 6:3-8과 역대상 13:7-11의 두 곳에 나온다.
웃사는 아비나답의 아들인데 기럇여아림 사람들이 법궤를 불레셋인들의 땅에서 옮겨 올 때에 그의 집에 두었다. 다윗이 궤를 예루살렘으로 옮기려 할 때 그는 형 아히오와 함께 궤를 실은 수레를 몰았다. 소들이 걸려 넘어져 법궤가 기울어지자 웃사는 하나님의 율법을 정면으로 어기는, 손으로 법궤를 붙들었고 그의 잘못으로 인해 즉시 여호와께 죽임을 당했다. 다윗은 여호와께서 웃사를 죽인 것을 노여워하여 그 일이 일어난 곳을 “베레스 웃사”라고 불렀는데, 그 뜻은 “웃사를 치러 나오다”라는 뜻이다.
다윗은 궤를 더 이상 가져오기가 두려워서 그것을 가드 사람 오벧에돔의 집에 석 달 동안 두었다. 여호와께서 오벧에돔에게 복을 주시매 다윗이 가서 하나님의 궤를 다윗 성으로 메어 왔다.